# Hrib pri Rožnem Dolu
Hrib pri Rožnem Dolu is een plaats in Slovenië en maakt deel uit van de gemeente Semič in de NUTS-3-regio Jugovzhodna Slovenija.